# Света Барбара (Шкофја Лока)
Света Барбара (словен. Sveta Barbara) је насељено место у општини Шкофја Лока, Горењска регија, Словенија.

## Историја
До територијалне реорганизације у Словенији била је у саставу старе општине Шкофја Лока.

## Становништво
У попису становништва из 2011. године, Света Барбара је имала 139 становника.
| Број становника према пописима | Број становника према пописима | Број становника према пописима |
| ------------------------------ | ------------------------------ | ------------------------------ |
| 1991                           | 2002                           | 2011                           |
| 85                             | 100                            | 139                            |

## Галерија
- засеок Логар
- засеоци  Долинар и Кожух
- засеок Долинар